# گرس‌هاپر تری‌دی
گرس‌هاپر (به انگلیسی: grasshopper 3D) یک زبان برنامه‌نویسی بصری است که توسط دیوید راتن در مؤسسه رابرات مک‌نیل و همکاران توسعه یافته‌است. گرس‌هاپر در برنامه راینوسروس تری‌دی اجرا می‌شود. برنامه‌ها با کشیدن قطعه‌ها بر روی صفحه ساخته می‌شود. خروجی به این مؤلفه‌ها و سپس به ورودی از اجزای پس از آن متصل می‌شود. گرس‌هاپر به‌طور عمده برای ایجاد الگوریتم‌های مولد مورد استفاده قرار می‌گیرد. بسیاری از اجزای گرس‌هاپر هندسه‌های دو بعدی و سه بعدی ایجاد می‌کنند. بعضی از آن‌ها انواع دیگری از الگوریتم‌ها از جمله عددی، متنی، صوتی و تصویری و برنامه‌های کاربردی لمسی را ایجاد می‌کنند.
"در میان دانشجویان. راینو که ابزار مدل‌سازی مک‌نیل می‌باشد در طراحی معماری در دنیا شناخته شده‌است. محیط گرس‌هاپر راهی مستقیم را برای طراحی بدون نیاز به یادگیری به اسکریپت فراهم می‌کند. اولین نسخه از گرس‌هاپر، به نام تاریخچه صریح در آن زمان، در اصل در سپتامبر ۲۰۰۷. منتشر شد. در واقع در مرحله آزمایشی و به صورت دانلود رایگان و بدون تاریخ انقضا ارائه شده، اگر چه یک نسخه قانونی یا آزمایشی غیر منقضی شده از rhino 4.0 یا بالاتر برای اجرای نرم‌افزار مورد نیاز است ویرایشگر براساس گره رابط اصلی برای طراحی الگوریتم در گرس‌هاپر ویرایشگر مبتنی بر گره است. داده‌ها جزء به جزء از طریق اتصال سیم که همیشه توسط گرفتن خروجی دستور و وصل کردن آن به ورودی دستور بعدی منتقل می‌شود.
داده‌ها می‌توانند یا به صورت یک ثابت تعریف شده، یا می‌توان آن را از راینو یا یک فایل بر روی کامپیوتر وارد کرد. داده‌ها همیشه در پارامترها ذخیره شده و می‌توان به‌طور شناور آن‌ها را به یک جزء به عنوان ورودی یا خروجی متصل کرد.

## ویرایشگر گره‌محور
در تصویر بالا ما سه پارامتر آزاد می‌بینیم که به شکل قلاب مانندی به یک کامپننت تفریق متصل شده. دو جعبه زرد در سمت چپ هر دو مجموعه‌ای از ثابت‌های عددی را تعریف می‌کند. بالاترین پنل شامل چهار عدد صحیح (۶، ۷، ۸ و ۱۲) در حالی که پایین‌ترین پنل تنها حاوی یک عدد است. پارامترها بعد از تفریق با داده ورودی B، چهار مقدار خروجی (۶/۵ = ۱، ۷/۵ = ۲، ۸/۵ = ۳ و ۱۲/۵ = ۷)بدست می‌آورد. همان نتیجه را می‌توان با استفاده از عبارت‌های متنی و یک جزء ارزیاب به دست آورد. در این مدل گرس‌هاپر اجازه می‌دهد
تا کاربران را به هر دو ترکیب برنامه‌نویسی بصری و متنی در همان محیط دسترسی داشته باشند.

## رابط کاربری
گرس‌هاپر دارای ویژگی‌های رابط کاربری گرافیکی نسبتاً پیشرفته‌ای با بسیاری از ویژگی منحصر بفرد است که به ندرت می‌توان در نرم‌افزارهای دیگر یافت. با این حال معلوم نیست که آیا این عناصر مفید بوده یا مانع استفاده مؤثر است. پنجره اصلی به‌طور عمده از 'پالت' جزء و 'صفحه، تشکیل شده که جدا از عناصر استاندارد پنجرهٔ رابط کاربری گرافیکی مانند نوار عنوان، منو و نوار وضعیت می‌باشد.
از آنجا که گرس‌هاپر یک پلاگین است، پنجره اصلی راینو در پشت گرس‌هاپر نگه داشته شود. در زیر لیستی از برخی از رابط کاربری گرافیکی ابتدایی آمده است.
| اعضا رابط کاربری | توضیحات | تصویر |
| ---------------- | --- | ----- |
| ام دی آی         | منو شامل تصاویر پیش نمایش کوچکی از اسناد در ایکون‌ها می‌باشد |       |
| جستجو            | پنچره جستجو هر دو گزینه متنی و فضایی را فراهم می‌کند. اشیاء بر روی صفحه به صورت واضح تر به وسیلهٔ یک طرح Metaball و فلش کوچکی به سمت محل در فضای صفحه به نمایش در می‌آید. |       |
| پیش حدس          | پایگاه داده مارکوف-زنجیره‌ای((markov-chain مجموعه‌ای از تمام اقداماتی که کاربر انجام داده می‌باشد. این منو گرس‌هاپر را قادر می‌سازد که به یک پیش‌بینی معقول همراه با دقت رسیده تا فرمان بعدی کاربر را تشخیص دهد. این دستورهای در نوار ابزار آسان و قابل دسترس روی صفحه قرار می‌گیرد. |       |
| ام آر یو         | منوی "بیشترین‌های مورد استفاده قرار گرفته" نه فقط یک مجموعه بزرگ از اسناد قبلاً مورد استفاده قرار گرفته، بلکه منویی برای چک کردن و قابل دسترس بودن آن‌ها نیز می‌باشد. فایل‌های که دیگر بر روی سیستم نمی‌باشند به رنگ خاکستری نمایش داده می‌شوند. علاوه بر این، تاریخ MRU به دوره‌های مختلف مانند " در حال حاضر"، "امروز"، "پنجشنبه"و "هفته گذشته" طبقه‌بندی، و آن را برای پیدا کردن یک سند مورد نیاز بسیار آسان تر می‌کند. |       |
| زد یو آی         | برخی از اشیاء کشیده شده بر روی صفحه صفحه نمایش خود را بر اساس سطح بزرگنمایی نتظیم می‌کنند. این نتایج در یک نمایش پاک تر و سریع تر زمانی که به عقب زوم می‌کنید و اطلاعات بیشتر و مفید زمانی که بزرگنمای می‌کنی برای شما به نمایش در می‌آید. |       |
| رنگ              | رنگ پیش فرض از شفاف و گزینه‌های متعددی پشتیبانی می‌کند. منوی جستجو که برای قرار دادن اجزای خاص و انواع داده مورد استفاده قرار می‌گیرد با استفاده از منطق دقیق و فازی. نتایج جستجو در اختیار کارب می‌گذارد. اگر در لیست تنها حروف ابتدایی کامپوننت مورد نظر را تایپ کنید، نرم‌افزار به وسیلهٔ مقایسه فاصله لوناشتاین(Levenshtein distance comparisons) مابقی را تکمیل می‌کند.                                            |       |

## افزونه
افزونه‌ه الگوریتم‌هایی هستند که به صورت بسته درآمده تا کاربر به راحتی و بدون صرف وقت عملیاتی مشخص را همانند کامپننت‌ها در گرس هاپر انجام دهند.

### کفشدوزک(بهانگلیسی:ladybug)
این افزونه با منبع رایگان توسط مصطفی صادقی پور آغاز و نوشته شده و جواز نشر آزاد آن توسط کرییتیو کامنز ثبت شده‌است. این افزونه بر روی گرس هاپر نصب می‌شود و به طراحان این امکان را می‌دهد که نوعی طراحی همساز با اقلیم داشته باشند. ladybug به شما اجازه می‌دهد تا با وارد کردن اطلاعات آب و هوایی در گرس هاپر مانند مسیر خورشید, باد بیش‌وز, جهت تابش و غیره، نمودارهای مختلفی را به بدست آورید مانند تجربه وتحلیل تابش خورشید در تمام روزهای سال، به همراه حداکثر و حداقل تابش در ساعات مختلف روز همراه با مطالعات سایه و تجزیه و تحلیل دید و منظر ساختمان. همچنین گرس هاپر را به مونورهای شبیه‌سازی چون انرژی پلاس، رادیانس (به انگلیسی: radiance) و دایسیم متصل می‌کند تا بتوان تحلیل انرژی و شبیه‌سازی نور روز را مدلسازی کرد. در حال حاضر تنها بستهٔ تحلیل و آنالیز روشنایی روز برای استفاده رایگان همگان منتشر شده‌است.